# Hidrólise de diacetado de fluoresceína
Hidrólise de diacetado de fluoresceína (FDA, do inglês Fluorescein DiAcetate hydrolysis) é um teste que pode ser usado para medir a atividade enzimática produzida por micróbios em uma amostra. Um brilho amarelo claro é produzido e é mais forte à medida que a atividade enzimática é maior, o que permite a quantificação utilizando um espectrofotômetro.
Pode, por exemplo, ser usado para determinar a atividade microbiológica de um solo submetido a reflorestamento ou monitoração ambiental.